# JOINT (映画)
『JOINT』（ジョイント）は、2021年11月20日に公開された日本の映画作品。

## 解説
監督は、本作が長編監督デビューとなる小島央大。そして主人公・石神を演じるのは、本作が俳優デビューとなる山本一賢。小島央大監督はこの映画で2021年新藤兼人賞の銀賞を受賞。主演の山本一賢は2022年日本アカデミー新人俳優賞にノミネートされた。
本作品は、大阪アジアン映画祭インディ・フォーラム部門、ニューヨーク・アジアン映画祭、コンペティション部門にそれぞれノミネートされている。

## キャスト
- 石神武司: 山本一賢
- ジュンギ: キム・ジンチョル
- 石神武司: キム・チャンバ
- ヤス: 三井啓資
- 荒木: 樋口想現
- ジェイ: 尚玄
- 市川: 平山久能
- 渡辺佑: 鐘ヶ江佳太
- 今村一寿: 林田隆志

山本、三井、樋口は本作がデビュー作である。